# Championnat du Yémen de football 2011-2012
Navigation
Saison précédente Saison suivante
La saison 2011-2012 du Championnat du Yémen de football est la vingtième édition de la première division au Yémen. Quatorze formations sont rassemblées au sein d'une poule unique et s'affrontent deux fois au cours de la saison, à domicile et à l'extérieur. Les quatre derniers sont relégués et remplacés par les quatre meilleurs clubs de Division 1, la deuxième division yéménite.
C'est le club d'Al-Sha'ab Ibb qui remporte la compétition cette saison après avoir battu l'autre club de la ville, Al Ittihad Ibb lors du match décisif pour le titre, les deux formations ayant terminé à égalité de points en tête du classement final. Il s’agit du tout premier titre de champion du Yémen de l’histoire du club. Le tenant du titre, Al Oruba Zabid complète le podium, à deux points du duo de tête.

## Les clubs participants
| - Al-Sha'ab Ibb - Al Shula Aden - Promu de D2 - Al-Shabab al-Baydaa - Al Ittihad Ibb - Al-Tilal SC - Al Hilal Hudaydah - Najim Sabaa Damar - Promu de D2 | - Al Wehda Club Aden - Promu de D2 - Al Oruba Zabid - Al Sha'ab Hadramaut - Al Ahli Ta'izz - Taliya Ta'izz - Promu de D2 - Al Ahli Sanaa - Al Sha'ab Sanaa |

## Compétition
Le barème de points servant à établir le classement se décompose ainsi :
- Victoire : 3 points
- Match nul : 1 point
- Défaite : 0 point

### Classement
| Rang | Équipe              | Pts | J  | G  | N | P  | Bp | Bc | Diff |
| ---- | ------------------- | --- | -- | -- | - | -- | -- | -- | ---- |
| 1    | Al-Sha'ab Ibb       | 48  | 26 | 13 | 9 | 4  | 39 | 20 | +19  |
| 2    | Al Ittihad Ibb      | 48  | 26 | 14 | 6 | 6  | 29 | 24 | +5   |
| 3    | Al Oruba ZabidT     | 46  | 26 | 13 | 7 | 6  | 38 | 20 | +18  |
| 4    | Al Ahli Sanaa       | 43  | 26 | 12 | 7 | 7  | 36 | 29 | +7   |
| 5    | Al Hilal Hudaydah   | 40  | 26 | 11 | 7 | 8  | 31 | 30 | +1   |
| 6    | Al Sha'ab Hadramaut | 38  | 26 | 11 | 5 | 10 | 31 | 30 | +1   |
| 7    | Taliya Ta'izzP      | 37  | 26 | 11 | 4 | 11 | 27 | 22 | +5   |
| 8    | Al Shula AdenP      | 36  | 26 | 9  | 9 | 8  | 29 | 19 | +10  |
| 9    | Al Wehda Club AdenP | 34  | 26 | 10 | 4 | 12 | 31 | 34 | -3   |
| 10   | Al-Tilal Aden       | 33  | 26 | 8  | 9 | 9  | 20 | 26 | -6   |
| 11   | Shabab Al Baydaa    | 31  | 26 | 9  | 4 | 13 | 29 | 39 | -10  |
| 12   | Al Sha'ab Sana'a    | 26  | 26 | 7  | 5 | 14 | 16 | 28 | -12  |
| 13   | Al-Ahli Ta'izzC     | 23  | 26 | 5  | 8 | 13 | 25 | 35 | -10  |
| 14   | Najim Sabaa DamarP  | 18  | 26 | 4  | 6 | 16 | 16 | 41 | -25  |

|  | Participation au match décisif pour le titre              |
|  | Qualification pour les barrages de la Coupe de l'AFC 2013 |
|  | Relégation directe en Division 1                          |
|  | T : Tenant du titre P : Promu de Division 1               |

### Matchs

#### Match pour le titre
| Équipe 1      | Résultat | Équipe 2       |
| ------------- | -------- | -------------- |
| Al-Sha'ab Ibb | 3 - 2    | Al Ittihad Ibb |

- Al-Sha'ab Ibb est sacré champion du Yémen et obtient son billet pour la phase de groupes de la prochaine Coupe de l'AFC.

## Bilan de la saison
| Championnat du Yémen de football 2011-2012 |                           |
| Champion                                   | Al-Sha'ab Ibb (1er titre) |
| Coupes et trophées                         |                           |
| Vainqueur de la Coupe du Yémen 2011-2012   | Al-Ahli Ta'izz            |
| Qualifications continentales               |                           |
| Coupe de l'AFC 2013                        | Al-Sha'ab Ibb             |
| Coupe de l'AFC 2013                        | Al-Ahli Ta'izz (barrages) |
| Promotions et relégations                  |                           |
| Promus en Yemeni League                    | Al Wehda Club Sanaa       |
| Promus en Yemeni League                    | Al Yarmuk al-Rawda        |
| Promus en Yemeni League                    | Al-Rasheed Ta'izz         |
| Promus en Yemeni League                    | Al Saqr Ta'izz            |
| Relégués en Division 1                     | Shabab Al Baydaa          |
| Relégués en Division 1                     | Al Sha'ab Sana'a          |
| Relégués en Division 1                     | Al-Ahli Ta'izz            |
| Relégués en Division 1                     | Najim Sabaa Damar         |